# Allen
För andra betydelser, se Allen (olika betydelser).

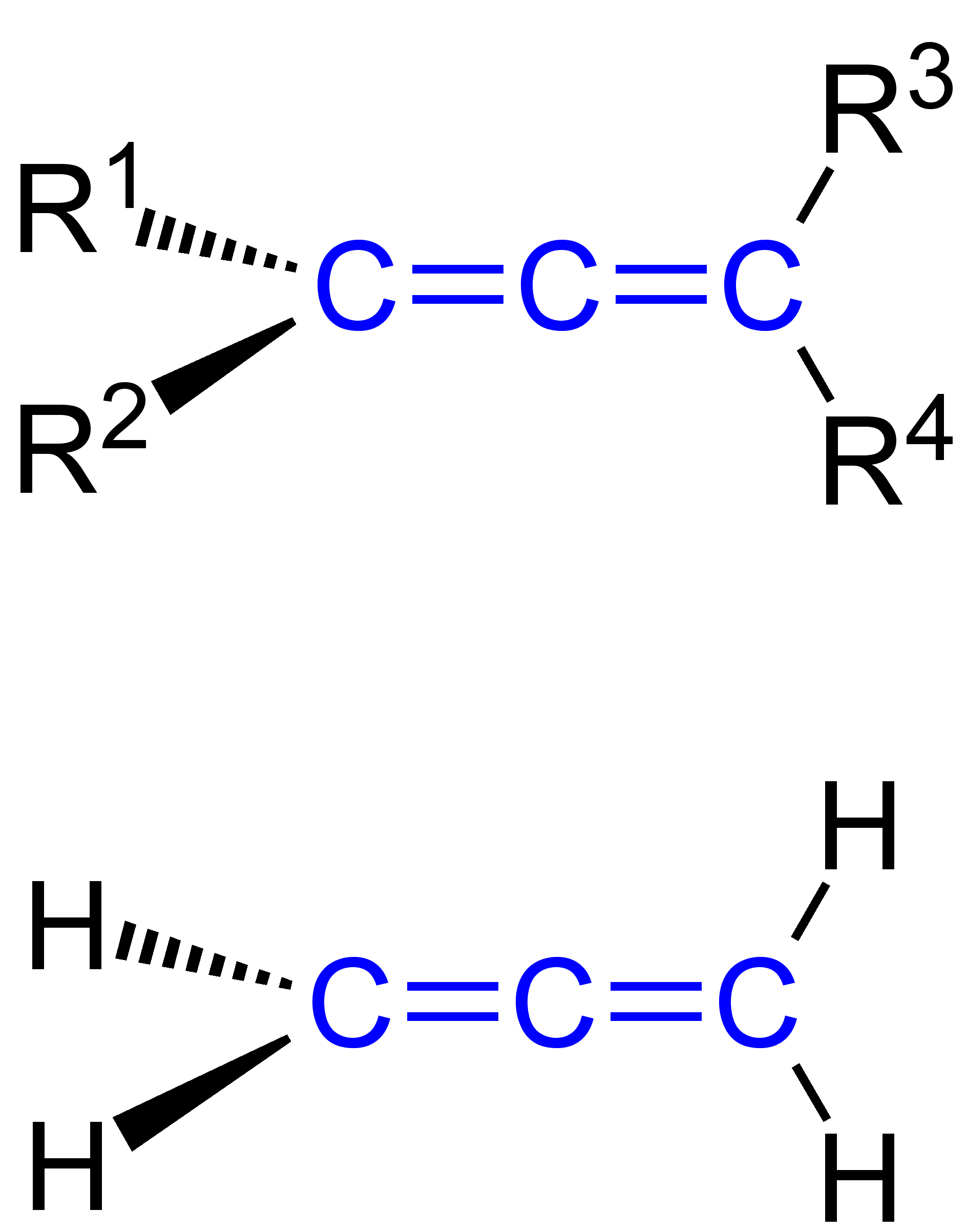
Överst: Alleners generella struktur. Nederst: Propadiens, den enklaste allenens, struktur. Ibland kallad bara allen. Allengruppen är blåmarkerad.

Allener är en organkemisk ämnesklass av kolväten, som har fått namn efter sitt enklaste ämne, allen eller propadien, CH2=C=CH2. Allener kännetecknas av två kol-koldubbelbindningar i följd, så kallade kumulerade dubbelbindningar. Dubbelbindningarna gör allener till alkener, närmare bestämt diener. De två dubbelbindningarna till samma kol gör dock att allener får en del speciella egenskaper, som mer liknar alkyner än andra alkener. De är bland annat märkbart mer reaktiva.
Om väteatomerna i propadien har bytts ut mot olika substituenter är föreningen kiral, eftersom substituenterna på ena sidan dubbelbindningarna är låsta av dubbelbindningarna i rät vinkel mot substituenterna på andra sidan. Allener är alltså aldrig plana.